# Luffia maggiella
Luffia maggiella är en fjärilsart som beskrevs av Chapman 1901. Luffia maggiella ingår i släktet Luffia och familjen säckspinnare. Inga underarter finns listade i Catalogue of Life.